# Tonicella squamigera
Tonicella squamigera är en blötdjursart som beskrevs av Thiele 1909. Tonicella squamigera ingår i släktet Tonicella och familjen Ischnochitonidae. Inga underarter finns listade i Catalogue of Life.